# Зачарований тобою
«Зачарований тобою» (узб. «Maftuningman / Мафтунінгман») — радянський художній фільм режисера Юлдаша Агзамова, створений на кіностудії «Узбекфільм» в 1958 році. Фільм є першою узбецькою кінокомедією.

## Сюжет
Перша узбецька музична комедія. Йде підбір акторів на головні ролі нового музичного фільму. З цією метою режисер Абзалов зі своїм помічником виїжджають в Самарканд, Бухару, Хорезм й інші області, шукають молоді таланти … Глядач волею творців фільму опиняється в колі любителів мистецтв і самодіяльності. Невибагливий сюжет потрібен авторам, щоб показати розквіт народної музичної культури. Гарно знята святкове стрічка, наповнена музикою й піснями.

## У ролях
- Клара Джалілова — Юлдуз
- Санат Діванов — Шаріф
- Рано Хамрокулова — Заміра
- Тургун Азізов — Бакір Назаров
- Аббас Бакіров — Афзалов
- Набі Рахімов — Турдиєв
- Гані Агзамов — перукар
- Раззак Хамраєв — батько Заміри
- Мухаббат Тулаходжаєва — Мухаббат
- І. Шаріпов — епізод
- Саттар Ярашев — маляр
- Міршахід Міракілов — маляр
- Т. Ісламов — епізод
- Сабахан Карімова — начальниця артелі
- Рауф Балтаєв — регулювальник
- Саїб Ходжаєв — залізничник
- М. Холматова — епізод
- М. Мусаєва — епізод
- Джура Таджиєв — міліціонер
- Томатхон Зіяханова — мати Заміри
- Мар'ям Якубова — дама з зонтиком
- Мукаррам Тургунбаєва — епізод
- Халіма Насирова — епізод
- Якуб Ахмедов — перехожий
- Сайфі Алімов — епізод
- Вахід Кадиров — епізод
- Максуд Атабаєв — епізод
- Обід Джалілов — пасажир
- Лютфі Саримсакова — епізод
- Віра Александрова — лікар
- Галія Ізмайлова — танцівниця

## Знімальна група
- Режисер — Юлдаш Агзамов
- Сценаристи — Тураб Тула, Михайло Мелкумов
- Оператор — Михайло Краснянський
- Композитори — Ікрам Акбаров, Муталь Бурханов, Манас Левієв
- Художники — Варшам Єремян, Валентин Синиченко